# Begonia chambersiae
Espèce
Begonia chambersiae est une espèce de plantes de la famille des Begoniaceae.
Elle a été décrite en 2012 par Wayne N. Takeuchi.